# Between (Fernsehserie)
Between ist eine kanadisch-US-amerikanische Science-Fiction-Serie, die zum ersten Mal am 21. Mai 2015 auf City ausgestrahlt und bei Netflix per Stream veröffentlicht wurde. Darin spielt Jennette McCurdy den schwangeren Teenager Wiley Day, die in der kanadischen Kleinstadt Pretty Lake lebt, welche unter Quarantäne steht. Die Serie stammt aus der Feder von Michael McGowan, der bereits den Film Saint Ralph entwickelt hat. Die Serie wurde nach zwei Staffeln mit zwölf Episoden nicht mehr fortgeführt, da keine dritte Staffel bestellt wurde.

## Handlung
In der kanadischen Kleinstadt Pretty Lake häufen sich plötzlich die Todesfälle. Alle Opfer sind älter als 21 Jahre. Nachdem innerhalb weniger Tage mehr als 2.000 Erwachsene ohne bekannte Ursache sterben, beschließt die Regierung, die komplette Stadt durch das Militär von der Außenwelt abzuriegeln. Unter den eingesperrten ist auch Wiley, die zusammen mit ihrem Freund Adam und ihrem Baby ums Überleben kämpft.

## Produktion
Von der Serie wurden sechs Folgen bestellt, die je eine Länge von ca. 43 Minuten aufweisen. Sie wird im Rahmen einer Zusammenarbeit des kanadischen Fernsehsenders City mit dem Videostreaming-Dienst Netflix produziert. Die Produktion begann am 20. Oktober 2014. Die Erstveröffentlichung fand am 21. Mai 2015 statt. Eine Webserie namens Between the Lines bestehend aus acht zweiminütigen Folgen zeigt die Figur Amanda, wie sie für das Jahrbuch die Schüler interviewt. Sie erscheint wöchentlich auf der Website des Senders City.
Im Juli 2015 verlängert Netflix die Serie für eine zweite Staffel mit weiteren sechs Episoden. Die Dreharbeiten begannen Mitte Januar 2016 und dauerten bis Mitte März an. Steven Grayhm und Mercedes Morris wurden für neue Rollen gecastet.

## Besetzung und Synchronisation
Die deutschsprachige Synchronisation entstand durch die Studio Hamburg Synchron. Verfasserin der Dialogbücher beider Staffeln war Luise Charlotte Brings, die für Staffel 1, im Wechsel mit Zoë Beck, auch Dialogregie führte. Für Staffel 2 war Cindy Beier als Dialogregisseurin tätig.

### Hauptbesetzung
| Rolle             | Schauspieler         | Hauptrolle (Episoden) | Nebenrolle (Episoden) | Synchronsprecher            |
| ----------------- | -------------------- | --------------------- | --------------------- | --------------------------- |
| Wiley Day         | Jennette McCurdy     | 1.01–2.06             |                       | Anne Helm                   |
| Adam Jones        | Jesse Carere         | 1.01–2.06             |                       | Jannik Endemann             |
| Mark              | Jack Murray          | 1.01–2.06             |                       |                             |
| Chuck Lott        | Justin Kelly         | 1.01–2.06             |                       | Tobias Diakow               |
| Stacey            | Samantha Munro       | 1.01–2.06             |                       | Sonja Stein                 |
| Ronnie Creeker    | Kyle Mac             | 1.01–2.06             |                       | Tobias Schmidt              |
| Renee             | Mercedes Morris      | 2.01–2.06             |                       | Josephine Schmidt           |
| Frances           | Shailyn Pierre-Dixon | 2.01–2.06             | 1.01–1.06             | Leonie Landa; Linda Fölster |
| Tracey            | Jordan Todosey       | 2.01–2.06             | 1.01–1.06             |                             |
| Harrison          | Percy Hynes White    | 2.01–2.06             | 1.06                  |                             |
| Liam Cullen       | Steven Grayhm        | 2.01–2.06             |                       | Philipp Baltus              |
| Charles Lott, Sr. | Stephen Bogaert      | 1.01–1.02             |                       | Volker Hanisch              |
| Melissa Day       | Brooke Palsson       | 1.01–1.06             |                       | Dorothee Sturz              |
| Gord              | Ryan Allen           | 1.01–2.04             |                       | Marios Gavrilis             |
| Ministerin Miller | Rosemary Dunsmore    | 1.01–1.03             | 2.05–2.06             | Traudel Sperber             |

### Nebenbesetzung
| Rolle           | Schauspieler     | Nebenrolle (Staffel)       | Synchronsprecher      |
| --------------- | ---------------- | -------------------------- | --------------------- |
| Felix           | Jesse Bostick    | 1.02–                      | Jesse Grimm           |
| Ms. Amy Symonds | Shailene Garnett | 1.01–1.04                  | Merete Brettschneider |
| Lana Lott       | Niamh Wilson     | 1.01–1.02                  | Franciska Friede      |
| Vincent         | Canute Gomes     | 1.02–1.05                  | Malte Nowatzky        |
| Kevin Hale      | Wesley Morgan    | 1.02–1.03, 1.05            |                       |
| Samantha        | Abigail Winter   | 1.04–2.03                  |                       |
| Clarence Jones  | Rick Roberts     | 1.05–1.06                  |                       |
| Ellen           | Sarah Podemski   | 1.01–1.02, 1.04–1.05, 2.03 |                       |
| Amanda Lott     | Krystal Nausbaum | 1.01–1.05                  | Maria Wardzinska      |
| Pat             | Jim Watson       | 1.01–2.05                  | Rasmus Borowski       |

## Ausstrahlung
In Kanada wurde Between auf dem Fernsehsender City gezeigt. Die Ausstrahlung der ersten Staffel fand vom 21. Mai bis zum 25. Juni 2015 statt. Die Streaming-Rechte liegen in Kanada bei Shomi sowie in anderen Ländern bei Netflix, das auch synchronisierte Versionen auf Deutsch, Portugiesisch, Französisch, Spanisch und Japanisch anbietet. Die Episoden sind dort jeweils wenige Stunden nach der US-Premiere im Originalton und in der deutschen Synchronfassung abrufbar.
Die zweite Staffel steht seit dem 1. Juli 2016 bei Netflix zum Abrufen zur Verfügung.

## Episodenliste

### Staffel 1
| Nr. (ges.) | Nr. (St.) | Deutscher Titel           | Originaltitel   | Erstausstrahlung Kanada/USA | Deutschsprachige Erstausstrahlung (D/A/CH) | Regie           | Drehbuch                                                               |
| --- | --------- | ------------------------- | --------------- | --------------------------- | ------------------------------------------ | --------------- | ---------------------------------------------------------------------- |
| 1 | 1         | Schulschluss              | School’s Out    | 21. Mai 2015                | 22. Mai 2015                               | Jon Cassar      | Michael McGowan                                                        |
| Eine geheimnisvolle Krankheit rafft alle Erwachsenen der Kleinstadt Pretty Lake dahin; die schwangere Wiley will ihr Baby aufgeben und die Stadt verlassen.               |           |                           |                 |                             |                                            |                 |                                                                        |
| 2 | 2         | Wer ist hier der Boss?    | Who’s the Boss  | 28. Mai 2015                | 29. Mai 2015                               | Jon Cassar      | Peter Mitchell                                                         |
| Die Überlebenden in Pretty Lake sammeln die Toten zusammen und hoffen, dass die Quarantäne eingestellt wird; Adam trifft einen mysteriösen Mann; Wiley will Schweigegeld. |           |                           |                 |                             |                                            |                 |                                                                        |
| 3 | 3         | Überschrittene Grenzen    | Crossing Lines  | 4. Juni 2015                | 5. Juni 2015                               | Michael McGowan | Malcolm MacRury                                                        |
| Die Spannungen eskalieren, als ein Stromausfall die Verbindung zur Außenwelt kappt. Einer Nachricht nach scheint Ronnie in etwas Übles verwickelt zu sein.                |           |                           |                 |                             |                                            |                 |                                                                        |
| 4 | 4         | Liebesschmerz             | Love Hurts      | 11. Juni 2015               | 12. Juni 2015                              | Michael McGowan | Michael McGowan & Blain Watters Idee: Michael McGowan                  |
| Eine Lehrerin wird 22 und befürchtet, als Nächste dem Virus zum Opfer zu fallen. Chuck bestraft einen jungen Autorandalierer. Melissa sucht nach Wiley und ihrem Baby.    |           |                           |                 |                             |                                            |                 |                                                                        |
| 5 | 5         | Das Ende der Fahnenstange | End Of The Rope | 18. Juni 2015               | 19. Juni 2015                              | Michael McGowan | Michael McGowan & Blain Watters Idee: Mark Bacci                       |
| Ellen befragt Mark zu den verbleibenden Bewohnern von Pretty Lake; Chucks Freund Vincent bricht indes zusammen und muss unbedingt aus der Quarantänezone gebracht werden. |           |                           |                 |                             |                                            |                 |                                                                        |
| 6 | 6         | Krieg                     | War             | 25. Juni 2015               | 26. Juni 2015                              | Michael McGowan | Michael McGowan & Blain Watters Idee: Michael McGowan & Ellen Vanstone |
| Adam glaubt, einen Weg aus Pretty Lake gefunden zu haben. Chuck und die Creekers vereinbaren indes einen Waffenstillstand, der Ronnie jedoch ein Opfer abverlangen wird.  |           |                           |                 |                             |                                            |                 |                                                                        |

### Staffel 2
| Nr. (ges.) | Nr. (St.) | Deutscher Titel    | Originaltitel   | Erstausstrahlung Kanada/USA | Deutschsprachige Erstausstrahlung (D/A/CH) | Regie           | Drehbuch            |
| --- | --------- | ------------------ | --------------- | --------------------------- | ------------------------------------------ | --------------- | ------------------- |
| 7 | 1         | Raus aus der Stadt | Get Out of Town | 30. Juni 2016               | 1. Juli 2016                               | Richard Bota    | Sam Egan            |
| Adam kann Wiley zur Flucht bewegen. Dabei zeigt sich auch, ob sie für Außenstehende ansteckend sind. Chuck schmiedet indes selbst einen gewagten Fluchtplan.              |           |                    |                 |                             |                                            |                 |                     |
| 8 | 2         | Sie sind schuld    | Us vs. Them     | 1. Juli 2016                | 1. Juli 2016                               | Richard Bota    | Sam Egan            |
| Liam muss seine guten Absichten wissenschaftlich belegen. Nach Renees Rückkehr findet Ronnie heraus, was sie wirklich will. Franny kehrt Gord den Rücken.                 |           |                    |                 |                             |                                            |                 |                     |
| 9 | 3         | Hoffnung           | Hope            | 1. Juli 2016                | 1. Juli 2016                               | Richard Bota    | Sam Egan            |
| Ronnie entdeckt eine Kommune mit Überlebenden. Wiley muss in Bezug auf ihren Sohn eine herzzerreißende Entscheidung treffen. Adam nimmt Liam unter die Lupe.              |           |                    |                 |                             |                                            |                 |                     |
| 10 | 4         | Extraktion         | Extraction      | 1. Juli 2016                | 1. Juli 2016                               | Michael McGowan | Robert King         |
| Franny sucht in Überwachungsvideos nach Antworten. Die neusten Entwicklungen belasten Chuck schwer. Um das Heilmittel zu testen, sucht Liam jemanden, der bald 22 wird.   |           |                    |                 |                             |                                            |                 |                     |
| 11 | 5         | Horatio            | Horatio Rising  | 1. Juli 2016                | 1. Juli 2016                               | Michael McGowan | Sandra Chwialkowska |
| Adam will die Regierung durch den Rat eines unabhängigen Experten in Zugzwang bringen. Renee versucht, ihre Führungsrolle in der Kommune zurückerlangen                   |           |                    |                 |                             |                                            |                 |                     |
| 12 | 6         | Schau nicht zurück | Don’t Look Back | 1. Juli 2016                | 1. Juli 2016                               | Michael McGowan | Sandra Chwialkowska |
| Adam fährt bei den Verhandlungen nun schwere Geschütze auf und will Renee durch ein letztes Druckmittel zur Kooperation bewegen, was Mark jedoch das Leben kosten könnte. |           |                    |                 |                             |                                            |                 |                     |